# Джефф Нільсен
Джеффрі Майкл Нільсен (англ. Jeffrey Michael Nielsen, нар. 20 вересня 1971, Ґранд-Рапідс) — американський хокеїст, що грав на позиції крайнього нападника. Грав за збірну команду США.

## Ігрова кар'єра
1990 року був обраний на драфті НХЛ під 69-м загальним номером командою «Нью-Йорк Рейнджерс». Проте виступи в НХЛ розпочав виступами за цю команду лише 1996 року.
Протягом професійної клубної ігрової кар'єри, що тривала 8 років, захищав кольори команд «Нью-Йорк Рейнджерс», «Анагайм Дакс» та «Міннесота Вайлд».
Загалом провів 252 матчі в НХЛ.
Виступав за збірну США.

## Статистика

### Клубні виступи
| Сезон        | Клуб                 | Ліга         | Регулярний сезон | Регулярний сезон | Регулярний сезон | Регулярний сезон | Регулярний сезон | Плей-оф | Плей-оф | Плей-оф | Плей-оф | Плей-оф |
| Сезон        | Клуб                 | Ліга         | І                | Г                | П                | О                | ШХ               | І       | Г       | П       | О       | ШХ      |
| ------------ | -------------------- | ------------ | ---------------- | ---------------- | ---------------- | ---------------- | ---------------- | ------- | ------- | ------- | ------- | ------- |
| 1996–97      | «Нью-Йорк Рейнджерс» | НХЛ          | 2                | 0                | 0                | 0                | 2                |         |         |         |         |         |
| 1997–98      | «Анагайм Дакс»       | НХЛ          | 32               | 4                | 5                | 9                | 16               |         |         |         |         |         |
| 1998–99      | «Анагайм Дакс»       | НХЛ          | 80               | 5                | 4                | 9                | 34               |         |         |         |         |         |
| 1999–2000    | «Анагайм Дакс»       | НХЛ          | 79               | 8                | 10               | 18               | 14               |         |         |         |         |         |
| 2000–01      | «Міннесота Вайлд»    | НХЛ          | 59               | 3                | 8                | 11               | 4                |         |         |         |         |         |
| Усього в НХЛ | Усього в НХЛ         | Усього в НХЛ | 252              | 20               | 27               | 47               | 70               |         |         |         |         |         |

### Збірна
| Рік  | Команда | Турнір | І | Г | П | О | ШХ |
| ---- | ------- | ------ | - | - | - | - | -- |
| 2000 | США     | ЧС     | 7 | 1 | 1 | 2 | 2  |